# По Таганке ходят танки
«По Таганке ходят танки» — советская трагикомедия 1991 года. Единственная режиссёрская работа актёра Александра Соловьёва. Съёмки фильма закончились примерно за две недели до августовского путча.

## Сюжет
В психбольницу попадает некто безымянный, пострадавший при езде на мотоцикле. Он не помнит, кто он такой, но обладает сверхъестественной способностью — он может загипнотизировать любого.

## В ролях
- Александр Соловьёв — «Игрек», он же Костя
- Эммануил Виторган — Иоанн Васильевич Брокгауз, бывший актёр театра
- Лариса Кузнецова — медсестра Галя
- Александр Фатюшин — Профессор, главврач психбольницы
- Готлиб Ронинсон — старый доктор
- Юльен Балмусов — шеф КГБ
- Сергей Агапитов — Чирик, писклявый алкоголик
- Сергей Рубеко — санитар
- Людмила Гнилова — медсестра-санитарка Варвара
- Сергей Серов — Забелин, человек с «голосами в голове»
- Константин Григорьев — «Миклухо-Маклай», шизофреник
- Нина Русланова — продавщица в продуктовом магазине
- Владимир Анисько — Геннадий Степанович, директор продуктового магазина
- Юрий Чернов — милиционер в штатском
- Евгений Редько — бывший сослуживец Игрека
- Олег Щетинин — генерал, на которого напал загипнотизированный милиционер
- Мария Буркова — Тамара, брюнетка в ресторане
- Елена Галибина — блондинка в ресторане
- Валерий Кисленко — военный
- Анатолий Мамбетов — лысый повар, подрабатывает санитаром и сварщиком
- Елена Скороходова — проститутка
- Юрий Думчев — толстяк в забегаловке, «рэкетир»

### В эпизодах
- Александр Ильин — возмущённый мужчина на митинге
- Сергей Бачурский — мужчина на митинге
- Геннадий Матвеев — мужчина на митинге
- Виталий Леонов — гардеробщик
- Валентин Печников — швейцар
- Алексей Михайлов — официант
- Борис Шувалов — охранник президента
- Николай Шевкуненко — пациент психушки, считающий себя собакой
- Елена Бушуева-Цеханская — женщина в уборной
- Николай Тагин — шизофреник в халате
- Евгений Дворжецкий
- Николай Каширин
- Олег Гусейнов
- Михаил Левкоев
- Татьяна Канаева
- Екатерина Краснобаева
- Людмила Шувалова
- Владимир Ухин

### Озвучивание
- Алексей Борзунов — «Миклухо-Маклай»
- Владимир Ферапонтов — охранник президента

## Судьба фильма
Фильм был снят в 1991 году, но к 2000 году его показывали по телевизору всего пару раз.
В 2000 году Александр Соловьёв умер, и фильм в наследство перешёл его жене Ирине Печерниковой, которая в 2001 году обратилась в Гильдию киноактеров и Госкино с просьбой выпустить фильм на видеокассетах, но ей сказали, что нужно было принять по наследству авторские права и актриса обратилась в Басманный суд Москвы с заявлением с просьбой установить факт принятия наследства.

## Критика
Фильм был дебютом в режиссуре и остался единственным фильмом актёра Александра Соловьёва.

Фантастическая комедия «По Таганке ходят танки» снята, казалось бы, на сверхактуальном материале — тут и притчеобразное построение сюжета, и сатирически разоблачительные стрелы в адрес государственной и социальной системы, и популярные мотивы; связанные с потерей памяти и приобретением необыкновенных способностей… Но, увы, вынужден разочаровать любителей качественных развлекательных лент. Фильм А. Соловьёва к ним не относится. Картина аморфная, тоскливая, однако отличается от непрофессиональной дребедени, типа «Яда скорпиона» В. Панжева и О. Бараева, наличием определённого ремесла. Не в последнюю очередь за счёт неплохих актёров. Но, по большому счету, фильм А. Соловьёва, на мой взгляд, заслуженно попал в бесчисленный ряд лент, не дошедших до экранов кинотеатров.
— кинокритик Александр Фёдоров, 1992 год
Театральный критик Б. М. Поюровский не давая комментария к фильму, высоко оценил игру в нём исполнителя главной роли Эммануила Виторгана:

Иван Васильевич Брокгауз, давний обитатель «психушки», — существо фантастическое в том, быть может, смысле, который вкладывал в это слово Фёдор Достоевский: безудержное, непредсказуемое и инфернально провоцирующее. Странный этот человечек то веселится, как дитя, озорно и доверчиво, а то глумливо хохочет, обнаруживая какое-то циническое всезнание, убеждённость в низменной природе человеческих целей и импульсов. … «Игрек», он же Костя (А. Соловьёв), получает то, о чём недавно и мечтать на смел: «не свободу, а волю» и возможность власти. Актёру легко даются культурные реминисценции, и вот уже в сознании зрителя инфернальный и жалкий, похотливый и ребячливый Брокгауз Виторгана вырастает в некоего наследника Фёдора Павловича Карамазова, Раскольникова и даже Феди Протасова. Масштаб фильма «По Таганке ходят танки» — не предмет нашего разговора. Лента изобилует мотивами отечественной литературы, развивая темы оборотничества Зла, противостояния социальному насилию. Но по существу, смысловой объём рождается только в связи с фигурой Брокгауза, каким его играет Эммануил Виторган. Стилистика роли — добротная, традиционная, психологизм — узнаваемый, ассоциативный, с тем «сдвигом», который изобличает присутствие в «химическом составе» образа булгаковских включений. Вспоминаешь, что в актёрском опыте Виторгана был и Азазелло, что ему прочили кота Бегемота. — критик Б. М. Поюровский, 2000 год
Сам исполнитель роли Эммануил Виторган дал такую оценку фильму:

Фильм очень хороший. Он явился предтечей к событиям августа 1991 года. В стране, где человек предпочитает жить в психушке, как герой фильма, должен был произойти переворот. Я с удовольствием снялся в этой картине. В ней есть всё: и смех, и слёзы, и любовь…— Эммануил Виторган, 2001 год
М. А. Карпушкин, заведующий кафедрой театральной режиссуры Нижегородского института культуры, заслуженный деятель искусств РФ, заметил, что фильм можно отнести к удаче режиссёра.